# 大圣寺塔
25°22′59″N 114°55′58″E / 25.38306°N 114.93278°E
大圣寺塔位于中国江西省赣州市信丰县圣塔广场，2006年作为赣州佛塔之一被列为第六批全国重点文物保护单位。
大圣寺塔建于北宋治平元年（1064年），砖构，六角九级，穿壁绕平座式，高66.5米（含塔刹）。